# Tetralonia cinctula
Tetralonia cinctula är en biart som beskrevs av Cockerell 1936. Tetralonia cinctula ingår i släktet Tetralonia och familjen långtungebin. Inga underarter finns listade i Catalogue of Life.